# Greatest Remix Hits 3
Greatest Remix Hits 3 je remiks album australske pjevačice Kylie Minogue. Objavljen je samo u Australiji, 21. kolovoza 1998. godine u izdanju diskografske kuće Mushroom Records. Na albumu su nepoznati i prije nedostupni remiksi pjesama s Minogueinih studijskih albuma objavljenih pod diskografskom kućom PWL od 1987. do 1992. godine.

## Popis pjesama
CD 1:
1. "Better the Devil You Know" (Movers and Shakers Mix)
2. "The Loco-Motion" (Chugga-Motion Mix)
3. "Glad to Be Alive" (7" Mix)
4. "The Loco-Motion" (12" Master)
5. "Hand on Your Heart" (The Heartache Mix)
6. "Step Back in Time" (Harding/Curnow Remix)
7. "What Do I Have to Do?" (Extended LP Mix)
8. "Word Is Out" (Dub 1)
9. "No World Without You" (Original 7" Mix)
10. "Do You Dare?" (Italia 12" Mix)

CD 2:
1. "Especially for You" (Original 12" Mix)
2. "Wouldn't Change a Thing" (Yo Yo's 12" Mix)
3. "Never Too Late" (Oz Tour Mix)
4. "Better the Devil You Know" (Dave Ford Remix)
5. "Step Back in Time" (Original 12" Mix)
6. "One Boy Girl" (12" Mix)
7. "Word Is Out" (Summer Breeze 12" Mix)
8. "Live and Learn" (Original 12" Mix)
9. "Right Here, Right Now" (Tony King 12" Mix)
10. "Finer Feelings" (Brothers in Rhythm Dub)
11. "Celebration" (Original 7" Mix)